# Lista de prefeitos de Ji-Paraná
Esta é a lista de prefeitos de Ji-Paraná, estado brasileiro de Rondônia.
| N° | Prefeito                      | Imagem                         | Partido                                         | Início do mandato       | Fim do mandato                             | Observação                                             |
| -- | ----------------------------- | ------------------------------ | ----------------------------------------------- | ----------------------- | ------------------------------------------ | ------------------------------------------------------ |
| 1  | Walter Bártolo                |                                | Aliança Renovadora Nacional ARENA               | 22 de novembro de 1977  | 22 de abril de 1978                        | Prefeito nomeado                                       |
| 2  | Nunoi Itsumi                  |                                | Aliança Renovadora Nacional ARENA               | 23 de abril de 1978     | 14 de fevereiro de 1979                    | Prefeito nomeado                                       |
| 3  | Assis Canuto                  |                                | Partido Democrático Social PDS                  | 15 de fevereiro de 1979 | 3 de abril de 1982                         | Prefeito nomeado                                       |
| 4  | Manuel Lopes Lamego           |                                | Partido Democrático Social PDS                  | 4 de abril de 1982      | 31 de janeiro de 1983                      | Prefeito nomeado                                       |
| 5  | Roberto Jotão Geraldo         |                                | Partido Democrático Social PDS                  | 1° de fevereiro de 1983 | 31 de dezembro de                          | Prefeito eleito em sufrágio universal.                 |
| 6  | José Bianco                   |                                | Partido da Frente Liberal PFL                   | 1° de janeiro de 1989   | 31 de dezembro de 1992                     | Prefeito eleito em sufrágio universal.                 |
| 7  | Jair Ramires                  |                                | Partido Democrático Trabalhista PDT             | 1° de janeiro de 1993   | 31 de dezembro de 1996                     | Prefeito eleito em sufrágio universal.                 |
| 8  | Ildemar Kussler               |                                | Partido da Social Democracia Brasileira PSDB    | 1° de janeiro de 1997   | 31 de dezembro de 2000                     | Prefeito eleito em sufrágio universal.                 |
| 9  | Acir Gurgacz                  |                                | Partido Democrático Trabalhista PDT             | 1° de janeiro de 2001   | 2 de abril de 2002                         | Prefeito eleito que renunciou o mandato                |
| —  | Leonirto Rodrigues dos Santos |                                | Partido dos Trabalhadores PT                    | 3 de abril de 2002      | 31 de dezembro de 2004                     | Vice-prefeito eleito no cargo de prefeito              |
| 10 | José Bianco                   |                                | Democratas DEM                                  | 1° de janeiro de 2005   | 31 de dezembro de 2008                     | Prefeito eleito em sufrágio universal.                 |
| 10 | José Bianco                   | 1° de janeiro de 2009          | Democratas DEM                                  | 31 de dezembro de 2012  | Prefeito reeleito em sufrágio universal.   |                                                        |
| 11 | Jesualdo Pires Jr             |                                | Partido Socialista Brasileiro PSB               | 1° de janeiro de 2013   | 31 de dezembro de 2016                     | Prefeito eleito em sufrágio universal.                 |
| 11 | Jesualdo Pires Jr             | 1° de janeiro de 2017          | Partido Socialista Brasileiro PSB               | 6 de abril de 2018      | Prefeito reeleito que renunciou o mandato. |                                                        |
| —  | Marcito Pinto                 |                                | Partido Democrático Trabalhista PDT             | 6 de abril de 2018      | 31 de dezembro de 2020                     | Vice-prefeito eleito no cargo de prefeito              |
|    | Affonso Antônio Cândido       |                                | Democratas DEM                                  | 28 de Setembro de 2020  | 31 de dezembro de 2020                     | Presidente da Câmara, conduzido para o cargo executivo |
| 12 | Isaú Raimundo da Fonseca      |                                | Movimento Democrático Brasileiro MDB (até 2022) | 1° de janeiro de 2021   | 31 de dezembro de 2024                     | Prefeito eleito em sufrágio universal.                 |
| 12 | Isaú Raimundo da Fonseca      | União Brasil UNIÃO (após 2022) |                                                 | 1° de janeiro de 2021   | 31 de dezembro de 2024                     | Prefeito eleito em sufrágio universal.                 |
| 13 | Affonso Antônio Cândido       |                                | Partido Liberal PL                              | 1° de janeiro de 2025   | Atualidade                                 | Prefeito reeleito em sufrágio universal.               |